# Hegedűs László (költő)
Hegedűs László, írói nevén Hegedős László (Budapest, 1936. december 26. – 2007. október 21.)  költő, író, újságíró, politikus. 1956-os forradalmi tevékenységéért életfogytig tartó börtönre ítélték. A Szabad Demokrata Szövetség alapító tagja, Nagy Imre és társai újratemetésének forgatókönyvírója. 1990-1991-ig a Történelmi Igazságtételi Bizottság ügyvezető elnöke. A rendszerváltás után visszavonult a közéletből, az írásnak szentelte életét. 2007. október 21-én hunyt el, családja körében.

## Élete

### Ifjúkora
Apja (Hegedűs László) orosz hadifogságban tűnt el, anyja (Kosaras Erzsébet) egyedül nevelte. Iskolai tanulmányait a Ranolder Intézet apácáinál kezdte meg, és a Budapesti Piarista Gimnáziumban érettségizett (1955). Középiskolás diákként aktívan részt vett az illegális katolikus kiscsoportok munkájában (1950-1955). Orvosnak készült, az egyetemre azonban "helyhiány miatt" nem vették fel, így az Orvossegédképző Iskolába iratkozott be.

### Szerepe az1956-os forradalombanés ellenállásban
1956. október 23. után minden egészségügyi dolgozónak jelentkeznie kellett a hozzá legközelebbi egészségügyi munkahelyen. Hegedűs ezért Központi Honvéd Kórházban lett önkéntes mentős. A Központi Honvéd Kórházból járt ezután menteni a sebesülteket – nemzeti és politikai hovatartozástól függetlenül – egy honvédségi mentőautóval. Járt a Corvin közben, a Tűzoltó utcában, a Práter utcában, a Royal Szállónál, a Széna téren, a Körtéren is. A harcok lecsendesedése után, november 13-án fejezte be a rendszeres mentést, és ottmaradt a kórházban, az idegsebészeten asszisztensnek.
Hegedűsék ellenállása november 4-e után kezdődött, ami csoportban szervezkedésből, és röpcédula gyártásból, szórásból állt. A röplapokat a Felkelő Forradalmi Ifjúság, és a Forradalmi Magyar Ifjúság névvel írta alá. Bázishelyük a Központi Honvéd Kórház volt. Főleg a II. Női Klinikán tevékenykedő „Bagoly” csoporttal volt kapcsolatban. Az ellenállás időszaka alatt is mentett: az ÁVÓ elől a lőtt sebbel fekvőket, illetve a menekülni akarókat a határ felé.
Hegedűst egy kórházi beteg jelentette fel, aki tudott a szervezkedésről, a röpcédulagyártásról. 1957 májusában tartóztatták le, a Gyűjtő fogházba került. 1958-ban került sor az első tárgyalásukra. Egy perben voltak vele: Nagy József, Szabó Lajos, Forgách Ferenc, Vancsó Béláné, Bárány János, Ivicz György , Tóth Nándor, Mécs Imre, Halkrand Ferenc, Molnár Lajosné, Haffner István és Molnár Klára. Hegedűs nyolcad rendű vádlottként szerepelt. A vérbíró Tutsek Gusztáv, ügyvédje Gaszt István majd Jármai Ildikó volt. Vádak között szerepelt a népköztársaság megdöntésére irányuló szervezkedés, katonai személy határátkelésének elősegítése, társadalmi tulajdon elsikkasztása (ezt később kivették). Az ítélet életfogytiglani börtönbüntetés lett, tíz évre egyes jogoktól való eltiltás, és teljes vagyonelkobzás. Négy társát: Nagy Józsefet, Szabó Lajost, Ivicz Györgyöt és Bárány Jánost halálra ítélték.
A Gyűjtőből Vácra került. Itt részt vett az 1960-as éhségsztrájkban. Ennek letörése után a sátoraljaújhelyi büntetőbörtönbe vitték.
1963-ban, az általános amnesztiával szabadult, a próbálkozások, hogy besúgónak szervezzék be, mindvégig sikertelenek maradtak. Még fél évig rendőri felügyelet alatt volt, és egészen a rendszerváltásig megfigyelték. 
1965-ben megházasodott, felesége Dr Bártai Judit lett. Három lányuk született.
Először az Országos Mentőszolgálat gépkocsialkatrész raktárában, majd a Híradástechnika Szövetkezetben kapott munkát, aztán a felesége nevén alapított GMK-ban dolgozott.
A börtönben kezdett el írni, és folytatta a szabadulás után is, de sokáig nem tudta kiadni műveit. 1986-ban jelent meg első verseskötete Ugyanazon tű hegyén címmel, magánkiadásban.

### Ellenzékiség
Hamar bekapcsolódott az ellenzéki mozgalomba: írt a Bibó-emlékkönyvbe, ami 1980-ra készült el, benne 76 írással. Megemlékeztek Bibó István szellemi örökségéről, ugyanakkor az írásokban erősen tükröződik az ellenzéki gondolkodás, a rendszerellenesség. A könyv kiadását a Gondolat Kiadó visszautasította, szamizdattá vált.
1988-ban a Történelmi Igazságtétel Bizottság (TIB) alapító tagja, majd Vásárhelyi Miklós elnöksége alatt ügyvezető elnöke lett, de erről a tisztjéről aztán lemondott.
Nagy Imre és társai újratemetésének gondolata a TIB-ben fogalmazódott meg. Hegedűs írta meg az újratemetés forgatókönyvének a Hősök terén lezajló részét. Ebben szerepel, az ismeretlen ’56-osok koporsója (6. koporsó). Összegyűjtötte az összes kivégzett nevét, a  foglalkozásokkal együtt. A névsort Darvas Iván és Mensáros László olvasta föl a szertartáson.

### Rendszerváltás után
A Kárpótlási Kuratórium tagjaként képviselte az '56-osok érdekeit.
1993-ban a Horn-kormány Nagy Imre plakettel akarja kitüntetni, ő vaisszautasítja.
A rendszerváltás után főleg az írással foglalkozott. 1994-ben a magyar történelemről szóló kötetét adták ki, két év múlva pedig Lélektani vonatkozások a rákgyógyászatban címmel jelent meg műve. E kettő alkotásán kívül a többit már Hegedős László néven adta ki. Második verseskötetét és egy színpadi költeményét is sikerült megjelentetni.
Végül elkészült az 1956-ról szóló drámája a Rongylabda, melyet a Térszínház színészei 2005-től kezdve többször előadtak, az első néhány előadáson a szerző is jelen volt. A Püski kiadó segítségével könyvben is kiadták a művet.
Csendes ötvenhatossá vált, ahogy ő mondta magáról: „Nem szeretem a vadmagyarkodást, nem szeretem a kommunista hazudozást, a bolsevik hazudozást, a kisajátítást. Rémiszt, ha valaki, akár az egyik, akár a másik vonalba beáll. Vannak csendes ötvenhatosok (…). Nem járatjuk a pofánkat, de szégyelljük magunkat azért, ami itt történik.”

## Művei
Műveit sokszor álnéven írta. (Rozványi László, Höl.) Verseit és drámáit Hegedős László néven adta ki.

### Szakirodalom
- 1100 esztendő (Megújuló történelem). 1994. április, Miniszterelnöki Hivatal.
- Lélektani vonatkozások a rákgyógyászatban. 1996, Magyar Rákellenes Liga.

### Szépirodalom

#### Próza
- Hegedűs László: Levél Donáth Ferencnek. In: Bibó emlékkönyv II. Budapest, 1991, Százavég Kiadó.

#### Vers
- Ugyanazon tű hegyén. 1986, magánkiadás.
- Kiszökött szemünkből az álom. 1999, Littera Kkt.
- Bakancsunk áztatja az irgalom. Budapest, 2008, Napkút Kiadó.

#### Dráma
- Lángoló kerti kapu. 2002, Littera Kkt.
- Rongylabda. 2006, Püski Kiadó.